# Ogasawara Tadanobu

emblème (mon) du clan Ogasawara

Ogasawara Tadanobu est un nom japonais traditionnel ; le nom de famille (ou le nom d'école), Ogasawara, précède donc le prénom (ou le nom d'artiste).
Ogasawara Tadanobu, 1er comte Ogasawara (小笠原 忠忱) (8 mars 1862 - 6 février 1897) est un samouraï et daimyo de la fin de l'époque d'Edo de l'histoire du Japon, à la tête du domaine de Kokura.　

## Généalogie du clanOgasawara
Tadanobu fait partie de la branche ainée du clan Ogasawara, branche dont les membres sont daimyō au domaine de Kokura  (aux revenus de 150 000 koku) dans la province de Buzen.   
Il est fait comte (伯爵, hakushaku) dans le cadre du nouveau système nobiliaire kazoku mis en place par le gouvernement de Meiji, parce que le chef de cette ligne du clan et ses héritiers ont été anoblis en 1884.

## Biographie
Durant le mandat de Tadanobu en tant que chef de clan, le domaine de Kokura participe aux expéditions de Chōshū de 1864 et 1865 organisées par le shogunat et détruit également le château de Kokura en 1865. Il est aidé dans les affaires au jour le jour par ses deux karō, Komiya Minbu et Shimamura Shizuma. Le premier est celui qui s'est chargé de l'incendie du château de Kokura. Comme le bâtiment avait été construit par Ogasawara Tadazane, l'ancêtre du clan, il commet seppuku en expiation.
Pour son déploiement de troupes aux côtés des forces impériales lors de la guerre de Boshin de 1868, Tadanobu reçoit une allocation personnelle de 5 000 koku de la part de la cour.
Au cours de l'ère Meiji, Tadanobu passe quelques années à étudier en Grande-Bretagne, d'où il rentre en 1878. Il porte le rang de cour 3e inférieur (jusanmi (従三位)).